# 투르크메니스탄의 행정 구역
투르크메니스탄의 행정 구역은 5개의 주와 이들 주에서 또 여러개의 구로 나뉜다.